# Willard Van Orman Quine
Willard Van Orman Quine (Akron, Ohio; 25 de junio de 1908-Boston, Massachusetts; 25 de diciembre de 2000) fue un filósofo estadounidense, reconocido por su trabajo en lógica matemática y sus contribuciones al pragmatismo como una teoría del conocimiento.

## Vida
Fue educado en el Oberlin College y en la Universidad de Harvard, donde fue discípulo de Whitehead y llegó a ser profesor en 1936, también realizó estudios en Viena, Varsovia y Praga.

## Pensamiento
Quine es conocido por su afirmación de que el modo en que el individuo usa el lenguaje determina qué clase de cosas está comprometido a decir que existen. Además, la justificación para hablar de una manera en lugar de otra, al igual que la justificación de adoptar un sistema conceptual y no otro, es para Quine una manifestación absolutamente pragmática.
También es conocido por su crítica a ciertas doctrinas del empirismo lógico y la distinción tradicional entre afirmaciones sintéticas (proposiciones empíricas o basadas en hechos) y afirmaciones analíticas (proposiciones necesariamente verdaderas), al poner en duda la distinción analítico-sintético, propone un holismo semántico en el cual las proposiciones tienen significado en conjunto y no por separado cada una. Quine realizó sus principales contribuciones a la teoría de conjuntos, una rama de la lógica matemática que tiene que ver con la relación entre los conjuntos.
Quine también realizó un aporte fundamental a la lingüística teórica, al proponer métodos recursivos para construir gramáticas que describan el lenguaje humano, separando así las clases K de secuencias significativas idiomáticamente de las asignificativas idiomáticamente, método formal que inspiraría a su alumno Noam Chomsky a estudiar en profundidad las estructuras sintácticas de las lenguas naturales. En lingüística, Quine ha tenido posturas cercanas al conductismo, aunque en ocasiones ha declarado en sus escritos que hay cierta predisposición a adquirir el lenguaje por parte del niño.

### Metafísica
Quine tuvo numerosas influencias en la metafísica contemporánea. Acuñó el término "objeto abstracto". También acuñó el término "barba de Platón" para referirse al problema de los nombres vacíos. Algunos intérpretes consideran que Quine representa un intento neopositivista de superación de la metafísica. Además, según Quine, no debemos confundir la metafísica con la ontología. La ontología de una teoría consiste en los objetos que la teoría postula: el rango de sus cuantificadores, si la teoría ha de ser verdadera.
Influyó en la teoría del interpreté radical de Donald Davidson, mediante su propia noción del traductor radical.

## Obras

### Libros publicados
- Un sistema de logística (A System of Logistic). 1934.
- Lógica matemática (Mathematical Logic). 1940.
- Lógica elemental (Elementary Logic). 1941.
- El sentido de la nueva lógica (O Sentido da Nova Lógica). 1944.
- Los métodos de la lógica (Methods of Logic). 1950.
- Desde un punto de vista lógico (From a Logical Point of View). 1953.
- Palabra y objeto (Word and Object). 1960.[2]
- La teoría de conjuntos y su lógica (Set Theory and Its Logic). 1963.
- Los caminos de la paradoja y otros ensayos (The Ways of Paradox and Other Essays). 1966.
- Trabajos de lógica selectos (Selected Logic Papers). 1966.
- La relatividad ontológica y otros ensayos (Ontological Relativity and Other Essays). 1969.
- La red de creencias (The Web of Belief). 1970.
- Filosofía de la lógica (Philosophy of Logic). 1970.
- La lógica algebraica y los functores de predicado (Algebraic Logic and Predicate Functors). 1971.
- Las raíces de la referencia (The Roots of Reference). 1974.[2]
- Teorías y cosas (Theories and Things). 1981.
- El tiempo de mi vida: una autobiografía (The Time of My Life: An Autobiography). 1985.[2]
- Quididades: un diccionario filosófico intermitente (Quiddities: An Intermittently Philosophical Dictionary)). 1987.
- La ciencia y los datos de los sentidos (La Scienza e i Dati di Senso). 1987.
- La búsqueda de la verdad (Pursuit of Truth). 1990.
- La lógica de las secuencias: una generalización de los Principia Mathematica (The Logic of Sequences: A Generalization of Principia Mathematica). 1990.
- Estimado Carnap, estimado Van: la correspondencia Quine-Carnap y trabajos relacionados (Dear Carnap, Dear Van: The Quine Carnap Correspondence and Related Work). 1991.
- Del estímulo a la ciencia (From Stimulus to Science). 1995.

### Artículos importantes
- La concatenación como base de la aritmética (Concatenation as a basis for arithmetic). 1941. Artículo incluido en Relatividad ontológica y otros ensayos.
- «Acerca de lo que hay (On What There Is)». Review of Metaphysics. 1948. Artículo incluido en Desde un punto de vista lógico.
- «Dos dogmas del empirismo (Two Dogmas of Empiricism)». The Philosophical Review 60: 20-43. 1951. Artículo incluido en Desde un punto de vista lógico.
- «Cuantificadores y actitudes proposicionales (Quantifiers and Propositional Attitudes)». Journal of Philosophy 53: 185-196. 1956. Artículo incluido en Los caminos de la paradoja y otros ensayos.
- Epistemología naturalizada (Epistemology Naturalized). 1969. Artículo incluido en Relatividad ontológica y otros ensayos.

## Premios y reconocimientos
Una encuesta de 2009 realizada entre filósofos analíticos nombró a Quine como el quinto filósofo más importante de los últimos dos siglos. Ganó el primer Premio Schock de Lógica y Filosofía en 1993 por "sus discusiones sistemáticas y penetrantes de cómo el aprendizaje del lenguaje y la comunicación se basan en evidencia socialmente disponible y de las consecuencias de esto para las teorías sobre el conocimiento y la lingüística sentido." En 1996 fue galardonado con el Premio de Kioto en Artes y Filosofía por sus "destacadas contribuciones al progreso de la filosofía en el siglo XX al proponer numerosas teorías basadas en agudos conocimientos en lógica, epistemología, filosofía de la ciencia y filosofía del lenguaje."
El asteroide (13192) Quine fue nombrado así en su honor.